# Jeremia (geslacht)
Jeremia is een geslacht van Phasmatodea uit de familie Phasmatidae. De wetenschappelijke naam van dit geslacht is voor het eerst geldig gepubliceerd in 1908 door Redtenbacher.

## Soorten
Het geslacht Jeremia omvat de volgende soorten:
- Jeremia grossedentata Redtenbacher, 1908
- Jeremia gymnota Günther, 1930